# 库克群岛毛利语
库克群岛毛利语（库克群岛毛利语：Māori Kūki 'Āirani 或 Te reo Ipukarea），又称拉罗汤加语（英語：Rarotongan），是东波利尼西亚语的一支，库克群岛的官方语言。